# Нарат-Чукур
Нара́т-Чуку́р (баш. Наратсоҡор) — деревня в Бакалинском районе Республики Башкортостан Российской Федерации. Входит в состав Дияшевского сельсовета. Живут марийцы (2002).

## География
Расположена на р.Ушачь (приток р. Сюнь).

### Географическое положение
Расстояние до:
- районного центра (Бакалы): 31 км,
- центра упразднённого Староазмеевского сельсовета (Старое Азмеево): 5 км,
- центра Дияшевского сельсовета (Дияшево): 19 км,
- ближайшей ж/д станции (Туймазы): 105 км.

## Топоним
Название происходит от названия местности Наратсокор (нарат ‘сосна’ и сокор ‘овраг’)

## История
Основана в 1920‑е гг. в Белебеевском кантоне.

### Административно-территориальная принадлежность
До 1987 года в составе Казанчинского сельсовета(Указ Президиума ВС Башкирской АССР от 11.12.1987 N 6-2/478 «Об образовании Староазмеевского сельсовета Бакалинского района»).
В 1987—2008 годах в составе Староазмеевского сельсовета.
В связи с упразднением Староазмеевского сельсовета в 2008 году вошёл в состав Дияшевского сельсовета (Закон Республики Башкортостан от 19.11.2008 N 49-з «Об изменениях в административно-территориальном устройстве Республики Башкортостан в связи с объединением отдельных сельсоветов и передачей населённых пунктов», ст.1, п.6 б)).

## Население
| 2002 | 2009 | 2010 |
| ---- | ---- | ---- |
| 110  | ↘94  | ↘86  |

### Историческая численность населения
В 1939—305 чел.; 1959—212; 1989—152; 2002—110; 2010 — 86.

### Национальный состав
Согласно переписи 2002 года, преобладающая национальность — марийцы (68 %).

## Инфраструктура
Личное подсобное хозяйство.
В 1925 учтено 33 двора.